# Stefano Braschi
Pour les articles homonymes, voir Braschi.
Stefano Braschi (né le 6 juin 1957 à Barberino di Mugello, dans la province de Florence, en Toscane) est un arbitre de football italien.

## Biographie
Stefano Braschi arbitre la finale de la Coupe d'Europe des vainqueurs de coupe de football 1997-1998 entre le Chelsea FC et le VfB Stuttgart et la finale de la Ligue des champions de l'UEFA 1999-2000 entre le Real Madrid CF et le Valence CF. Il est élu meilleur arbitre de l'année de Serie A en 1999 et 2001.